# Agua Caliente Open
O Agua Caliente Open foi um torneio masculino de golfe no circuito PGA, disputado pela primeira vez em 1930, em Tijuana, no México. A primeira edição, que foi vencida pelo Gene Sarazen, ofereceu a maior premiação até a data — vinte e cinto mil dólares norte-americanos, sendo dez mil para o campeão. Em 1958, o torneio passou a se chamar Tijuana Open Invitational e decorreu até 1959.

## Campeões
Tijuana Open Invitational
- 1959 Ernie Vossler
- 1958 E. J. "Dutch" Harrison

Agua Caliente Open
- 1957 Ed Furgol
- 1956 Mike Souchak
- 1936-55 Não houve torneio
- 1935 Henry Picard
- 1934 Wiffy Cox
- 1933 Paul Runyan
- 1932 Fred Morrison
- 1931 Johnny Golden
- 1930 Gene Sarazen